# Sieczkarnia samojezdna Orkan Z330
Sieczkarnia samojezdna Orkan Z330 (KS3s) – prototyp polskiej sieczkarni samojezdnej.

## Historia i informacje ogólne
Miała być produkowana w Poznańskiej Fabryce Maszyn Żniwnych. Była to maszyna tzw. drugiej generacji, czyli stworzona od podstaw o zupełnie nowej konstrukcji. Powstała we współpracy polskich konstruktorów z konstruktorami z Czechosłowackiej Republiki Socjalistycznej oraz Węgierskiej Republiki Ludowej. Sieczkarnia Z330 występowała w tych krajach jako Toron SPS 35 i była montowana w czechosłowackiej fabryce Agrostroj Prostejov na terenie dzisiejszych Czech. Uruchomienie produkcji serii próbnej KS3s przypadło na trzeci kwartał 1979 roku. W tym samym roku maszynę zaprezentowano na Targach Poznańskich. Pierwsze dziesięć egzemplarzy trafiło w różne regiony Polski w celu jej przetestowania w odmiennych warunkach i sprawdzenia jakości konstrukcji. W 1980 roku w poznańskiej fabryce podjęto prace mające na celu uruchomienie jej produkcji. Nie rozpoczęto masowej produkcji maszyny, która miała być przeznaczona do państwowych gospodarstw rolnych jako wysokowydajny następca sieczkarni Z320. W 1981 roku pojawiła się następna polska sieczkarnia samojezdna – Orkan Z340.

## Budowa i dane techniczne
Sieczkarnia samojezdna KS3s składała się z: maszyny podstawowej, czyli bazy i kilku wymiennych przyrządów roboczych takich jak:
- przyrząd do zbioru roślin niskich Z331,
- podbieracz pokosów Z332,
- czterorzędowy przyrząd do zbioru roślin wysokich SKA-04,
- bezrzędowy przyrząd do zbioru roślin wysokich S-3,2,
- pięciorzędowy przyrząd do zbioru kolb kukurydzy FKA-503,
- przyrząd do zbioru słomy kukurydzianej po zbiorze kolb SMA-04.

### Maszyna podstawowa Z330
Składała się z trzech podstawowych zespołów: układu napędowo-jezdnego, układu rozdrabniającego oraz układu transportującego sieczkę. Jednostką napędową maszyny podstawowej miał być najprawdopodobniej silnik wysokoprężny SW680/17 o mocy 220 KM przy 2000 obr./min. Na szeroką skalę zastosowano w maszynie napędy hydrostatyczne m.in. napęd jezdny czy hydrauliczne napędy mechanizmów roboczych i przyrządów. Sterowanie tylną osią odbywało się przy pomocy urządzenia wspomagającego Orbitrol, które poprawiało manewrowość maszyny. Dzięki hydrostatycznemu napędowi jezdnemu sieczkarnia Z330 podczas pracy mogła poruszać się z prędkością do 10 km/h, a w czasie transportu do 20 km/h. Z tyłu maszyny podstawowej znajdował się zaczep transportowy. Na pomoście montowano szczelnie zamykaną kabinę. Była wyposażona w urządzenia wentylacyjne lub klimatyzację, co dawało operatorowi optymalne warunki pracy. Zespół rozdrabniający pozwalał uzyskać minimalną długość cięcia sieczki niższą niż 5 mm co w przypadku zbioru całych roślin kukurydzy z kolbami miało dawać uszkodzenia ziarna na poziomie 95–97%. Bęben nożowy o średnicy 500 mm i szerokości 600 mm był wyposażony w 8 podwójnych noży tnących. Zapewniały one długość sieczki w trzech zakresach: 5, 15 i 50 mm. Wbudowana ostrzałka umożliwiała ostrzenie noży bez ich demontażu np. podczas przejazdu z pola na pole podczas jałowego biegu bębna sieczkarni. Pocięta masa trafiała na przyczepę jadącą obok lub za sieczkarnią, za pośrednictwem kanału wyrzutowego. Za odpowiednio wysokie skondensowanie strumienia sieczki odpowiadał zamontowany w kanale wyrzutowym rzutnik. Kanał wyrzutowy zarówno w płaszczyźnie pionowej, jak i poziomej był regulowany hydraulicznie, również położenie zespołów roboczych w płaszczyźnie pionowej odbywało się hydraulicznie. Napięcie instalacji elektrycznej to 24 V. Sieczkarnia miała dwuosiowe podwozie z tylną osią skrętną. Wymiary ogumienia: przód 23,1x26, tył 11,5x15. Przepustowość sieczkarni Z330 szacowano na ponad 100 t/h lub na nawet 35 kg/s.
Dane techniczne maszyny podstawowej Z330:
- wymiary:
  - długość: 4600 mm,
  - szerokość: 2950 mm,
  - wysokość: 3000 mm,
  - prześwit transportowy: 300 mm,
- masa: 6000 kg.